# Labeo lukulae
Labeo lukulae és una espècie de peix de la família dels ciprínids i de l'ordre dels cipriniformes que habita des del Camerun fins a Cabinda i al riu Congo.
Els mascles poden assolir els 25 cm de longitud total.